# 澳門上葡京綜合渡假村
上葡京（英語：Grand Lisboa Palace）是澳娛綜合度假股份有限公司（下稱「澳娛綜合」）在斥資300億港幣在路氹城興建的綜合型酒店度假村，由於2019冠狀病毒病疫情的全球嚴重擴散，原定在2020年開幕後推遲。 2021年7月30日，上葡京首階段揭幕。

## 歷程

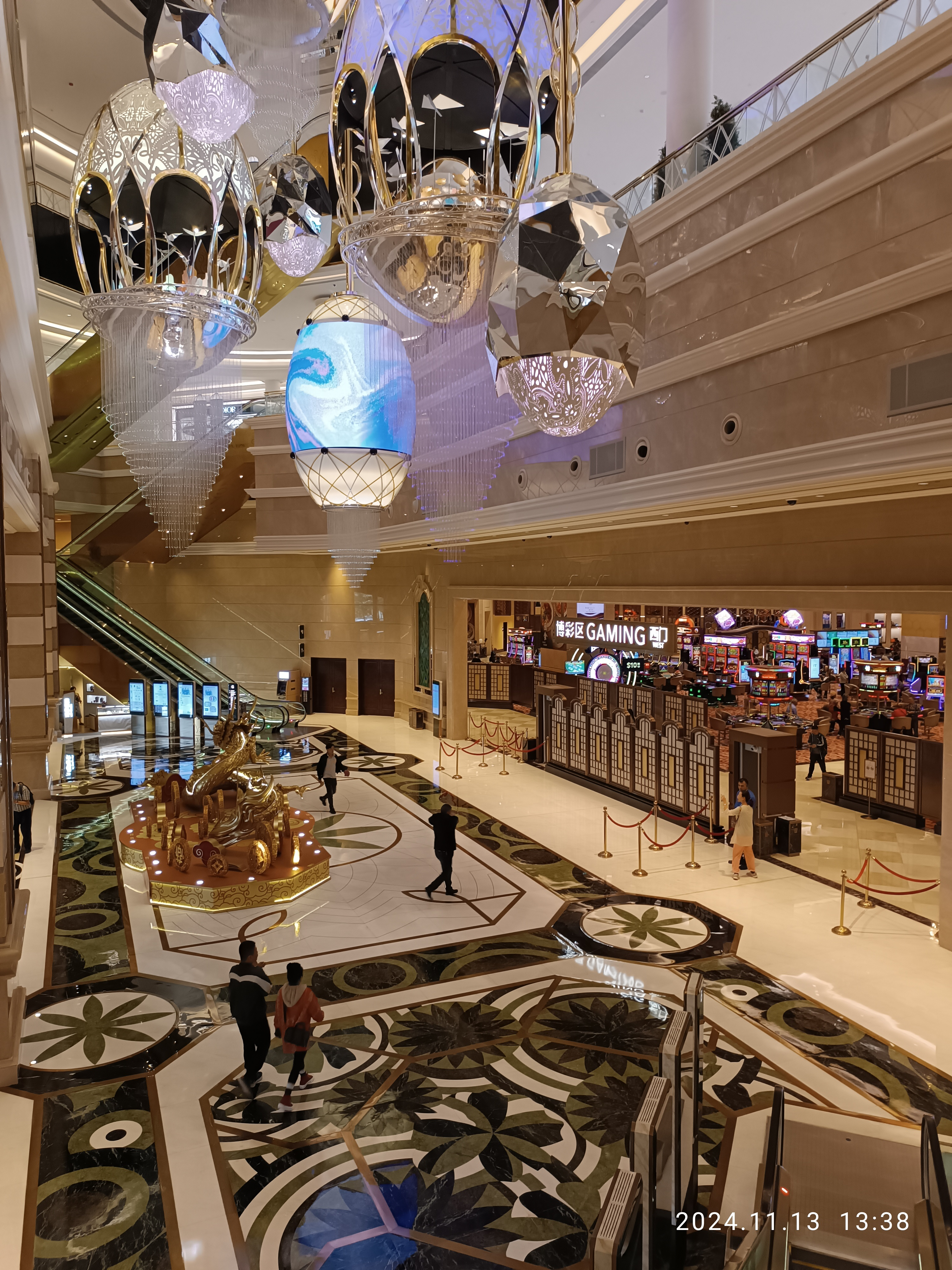
上葡京商場

地段於2013年5月3日由時任澳門特別行政區運輸工務司司長劉仕堯批出。
上葡京於2014年2月13日正式動土，最初預計於 2017 年啓用，因工期變化，後定2018年上半年開業，但因2017年工業意外及事故與天鴿風災被延長工期，無法於2018年開幕，後曾修改為預計2019年下半年開幕，最終項目於2019年底竣工，預計2020年下半年開幕，不過由於受到COVID-19疫情持續肆虐全球的財政問題影響，因此再度延至2021年下半年正式揭幕。
2021年7月20日，傳上葡京項目於該年7月31日開幕，但仍等待澳門旅遊局的許可。
2021年7月30日，約港幣390億元，上葡京首階段包括上葡京酒店、餐飲項目同時揭幕。至於購物中心和其他設施仍維持即將開業狀態。
2022年7月8日至8月1日，旅遊局宣佈該酒店東翼大樓被用作收治在新一輪大規模疫情期間密切接觸者、共同軌跡和次密接接觸者。
2024年3月下旬，范思哲酒店正式營運。為渡假村三幢酒店大樓之一，樓高12層，設有270多間客房和套房。

## 合作
澳娛綜合與中國免稅品（集團）有限責任公司於度假村內開設中免集團的澳門旗艦免稅店。
2021年11月22日，位於上葡京二樓的新八佰伴概念店“NY8 新八佰伴”開幕，“兒童天地”亦於2021年10月1日由澳門倫敦人遷往該處營業。

## 酒店

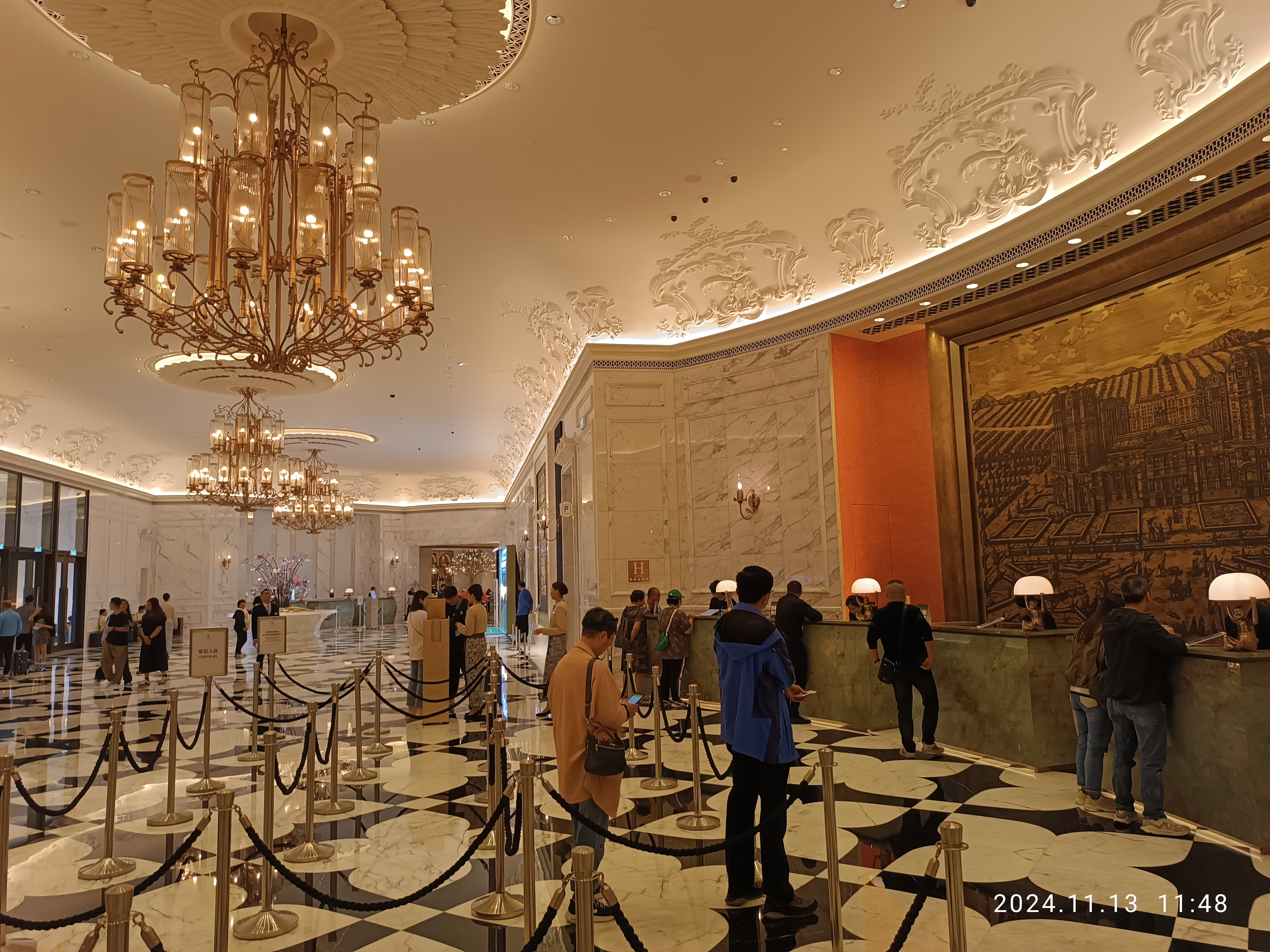
酒店大堂

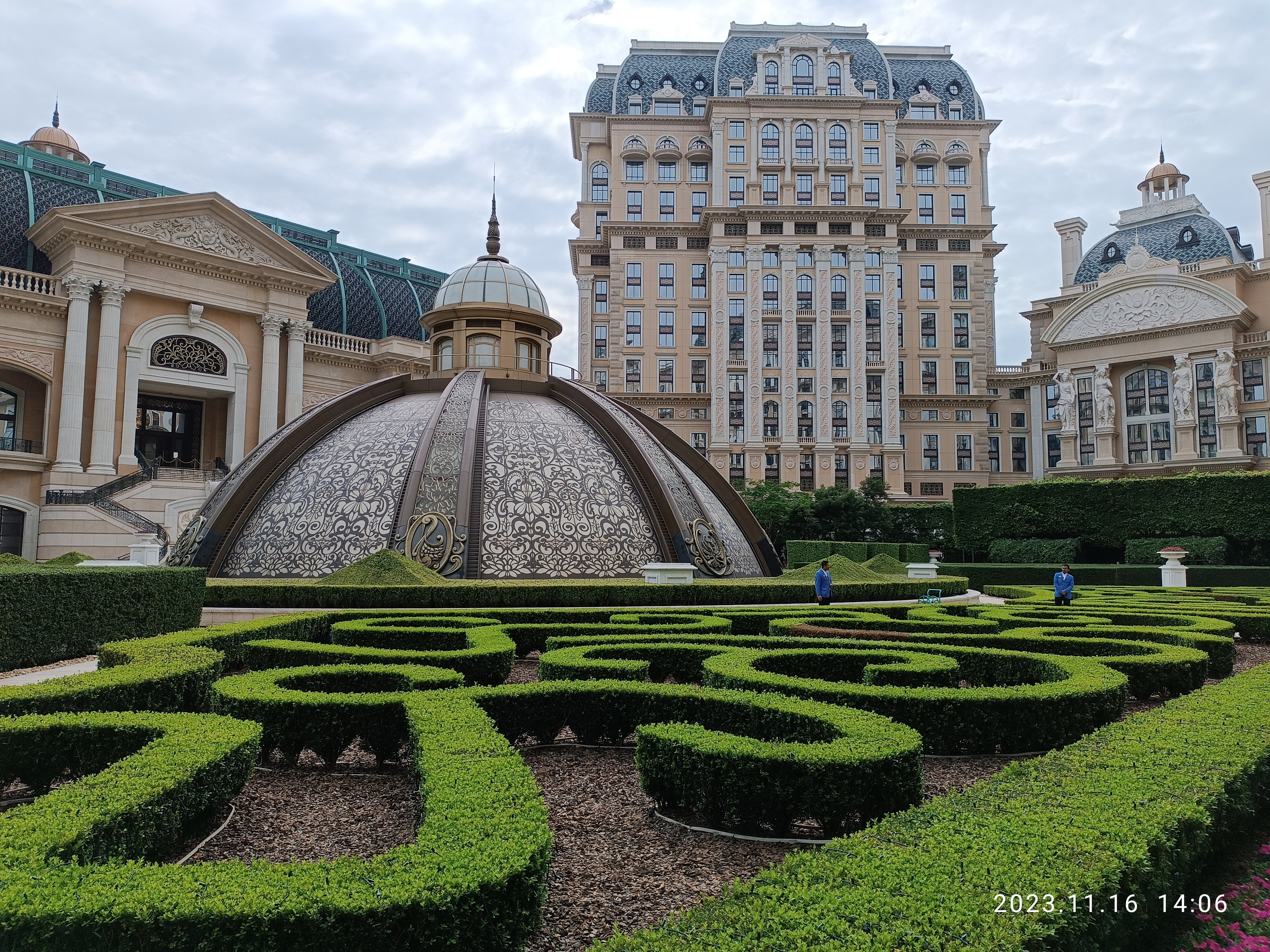
平台花園

上葡京綜合度假村內建有3座酒店 ，建築設計以中西文化薈萃為主題，包括上葡京酒店、澳門范思哲豪華酒店大樓和澳門卡爾拉格斐奢華酒店大樓，提供合共約2,000間客房和套房。
上葡京酒店有約1,400間房間，融合中西元素，結合中式圖案設計和歐式建築風格。
范思哲酒店樓高12層，設有270多間客房和套房，設有意大利餐廳、水療中心、健身室、室內和戶外泳池，酒店由多納泰拉．范思哲團隊設計，設計有米蘭風格元素，並融合意大利和中式典雅風格。  。
卡爾拉格斐奢華酒店大樓由的卡爾·拉格斐設計，約270間客房，以卡爾象徵性的黑白色為主要用色，在2022年12月3日正式開幕。

## 設施
渡假村 將設有約 27,000 平方米的博彩區，約 700 張賭枱和 1,200 部角子機。
度假村內有3個水療中心，包括上葡京水療中心、Palazzo Versace 澳門水療中心和THE KARL LAGERFELD 水療中心。

## 鄰近建築／景點
| 景點 - 路環小型賽車場 - 澳門賽馬會 - 澳門國際遊艇俱樂部 旅館或商業項目 - 皇庭海景酒店 - 澳門葡京人 | 建設 - 路氹國際體育綜合體 - 澳門東亞運動會體育館 （澳門蛋） - 保齡球中心 - 網球學校 - 國際射擊中心 - 澳門戶外表演區 - 澳門科技大學 - 科大醫院 - 蓮花大橋 - 東方高爾夫球會 - 離島醫院綜合體北京協和醫院澳門醫學中心 - 駕駛學習暨考試中心 - 澳門鏡湖護理學院 | 「路氹金光大道™」商標項目 - 澳門威尼斯人度假村酒店 - 金光綜藝館 - 澳門百利宮 - 四季酒店 - 百利沙娛樂場 - 四季·名店 - 澳門倫敦人 - 康萊德酒店 - 倫敦人酒店 - 倫敦人名匯 - 瑞吉酒店 - 澳門巴黎人 - 巴黎人酒店 | 路氹城其他大型項目 - 新濠天地 - 頤居 - 迎尚酒店 - 君悅酒店 - 摩珀斯酒店 - 新濠大道 - 澳門銀河 - 澳門銀河酒店 - 澳門大倉酒店 - 澳門悅榕庄酒店 - 澳門JW萬豪酒店 - 澳門麗思卡爾頓酒店 - 澳門百老匯 - 萊佛士酒店 - 安達仕酒店 - 澳門嘉佩樂酒店 - 新濠影滙 - 新濠影滙酒店 - 澳門W酒店 - 永利皇宫 - 永利皇宮酒店 - 美獅美高梅 - 上葡京 |

## 交通配套

### 自設交通
上葡京酒店設有多條穿梭巴士路線，往返關閘、橫琴口岸、新葡京、葡京、新八佰伴（往返途經氹仔舊城區）、氹仔客運碼頭及港珠澳大橋澳門邊檢大樓。另外在澳門美食節舉行期間，設有一條特別穿梭巴士路線往返位於會場旁邊的澳門旅遊塔。
跨境巴士方面，設有一條往返廣州市區的跨境巴士路線，每日一班。

### 公共交通

#### 公共巴士
T433 射擊路／上葡京（R. Tiro / Palácio Grande Lisboa）
路線：35、50B、51、59、701X、MT4、N5
T434 機場大馬路／上葡京（Av. do Aeroporto / Palácio Grande Lisboa）
路線：35、50B、51、59、701X、MT4
T435 溜冰路／葡京人（Rua da Patinagem / Lisboeta）
路線：35、51、59、MT4、N5

#### 輕軌
█  氹仔線東亞運站（步行約8分鐘）

## 相關事件
- 2016年9月9日下午，地盤發生意外。一塊吊運中，重約200公斤玻璃幕牆吊運至約11樓時，捲揚機突然失去動力，玻璃幕牆因而下墜至4樓平台，一名48歲內地男僱員被擊中死亡。[25]

- 2017年3月17日19:00，地盤14樓用於存放建材處發生火警，火勢於兩小時後被撲滅，疏散逾500人。[26]

- 2017年6月18日15:00左右，地盤一名47歲姓唐持外地僱員身份的中國內地男性空調管道技術工人，於約8至10米高的樓頂工作期間，因踏空跌落地面升降台位置，搶救不治，之後地盤曾一度停工。[27] 澳門司警經調查後，發現在事發前有人擅自指使兩名工人，拆走維修平台之面積約一米乘一米防墮鋼網，目的是利用缺口方便將建材搬運到平台施工，減少搬運距離。因為防墮網被拆走，最終導致另一名工人工作中因不慎踏空，沒有防墮網保護而墮斃。司警以《刑法典》第267條違反建築規則及擾亂事業罪，起訴擅自指使工人拆走防墮鋼網之工程公司一名男管工，若導致他人死亡情節將加重。涉嫌管工姓關，57歲，澳門居民。而受指使拆走綱網的兩名地盤工人已返回內地，司警將聯絡兩人返澳協助調查。[28]

- 2017年9月24日00:00，地盤3、4號閘口發生火警，至當天早上約9時控制火勢；後經司警調查後，發現有三處火頭，懷疑遭人縱火。[29]

- 2018年2月5日，部分工人在工地外面請願，說有二十多個本地（澳門居民）工人共被失薪超過一百萬澳門元，向新裕建設工程有限公司和潘智權追討。[30]

- 2018年11月27日中午，地庫層存放建材的房間冒煙，一堆紙皮及膠建材被燒毀，無人受傷，司警發現地上有煙蒂，將案件初步列為縱火案。[31]

## 举办之大型活动
- 《万千星辉颁奖典礼2023》，电视广播有限公司、2024年1月14日
- 《万千星辉颁奖典礼2024》，电视广播有限公司、2025年1月19日
- 《万千星辉颁奖典礼2025》，电视广播有限公司、2026年1月18日

## 外部連結
- 官方网站
- 澳門上葡京綜合渡假村的Facebook專頁